# Mina Audemars
Pour les articles homonymes, voir Audemars.
Œuvres principales
Mina Audemars, née le 17 janvier 1883 à Genève et morte le 11 mars 1971, est une institutrice et pédagogue suisse. Elle a développé une méthode pédagogique basée sur la stimulation des facultés par la découverte.

## Biographie

### Formation et débuts professionnels
Elle est la fille d'un horloger, Adrien et de Lucy Amélie Meylan. Elle étudie la pédagogie à l'École supérieure de jeunes filles et la complète en se formant aux méthodes froebeliennes à la méthode Montessori à Londres et à Genève. En 1908 elle commence à  travailler comme institutrice à l'école publique de Malagnou.

### Maison des Petits
Elle fonde en 1912 avec Édouard Claparède la Maison des Petits de l'Institut Jean-Jacques Rousseau. À l'automne 1914, Mina Audemars est devenue directrice de la Maison des Petits (inspirée de la Casa dei Bambini de Maria Montessori). En 1915, la Maison des Petits augmente sa capacité en accueillant plus d'enfants et l'institutrice Louise Lafendel (1872-1971) la rejoint. Elles dirigent toutes deux la maison trente années durant, avec des principes pédagogiques issus du mouvement Fröbel.
Mina Audemars inaugure à la Maison des petits sa méthode des 66 blocs pour l'enseignement des mathématiques par le jeu aux enfants, enseignement repris plus tard par Laurent Pauli à Neuchâtel.

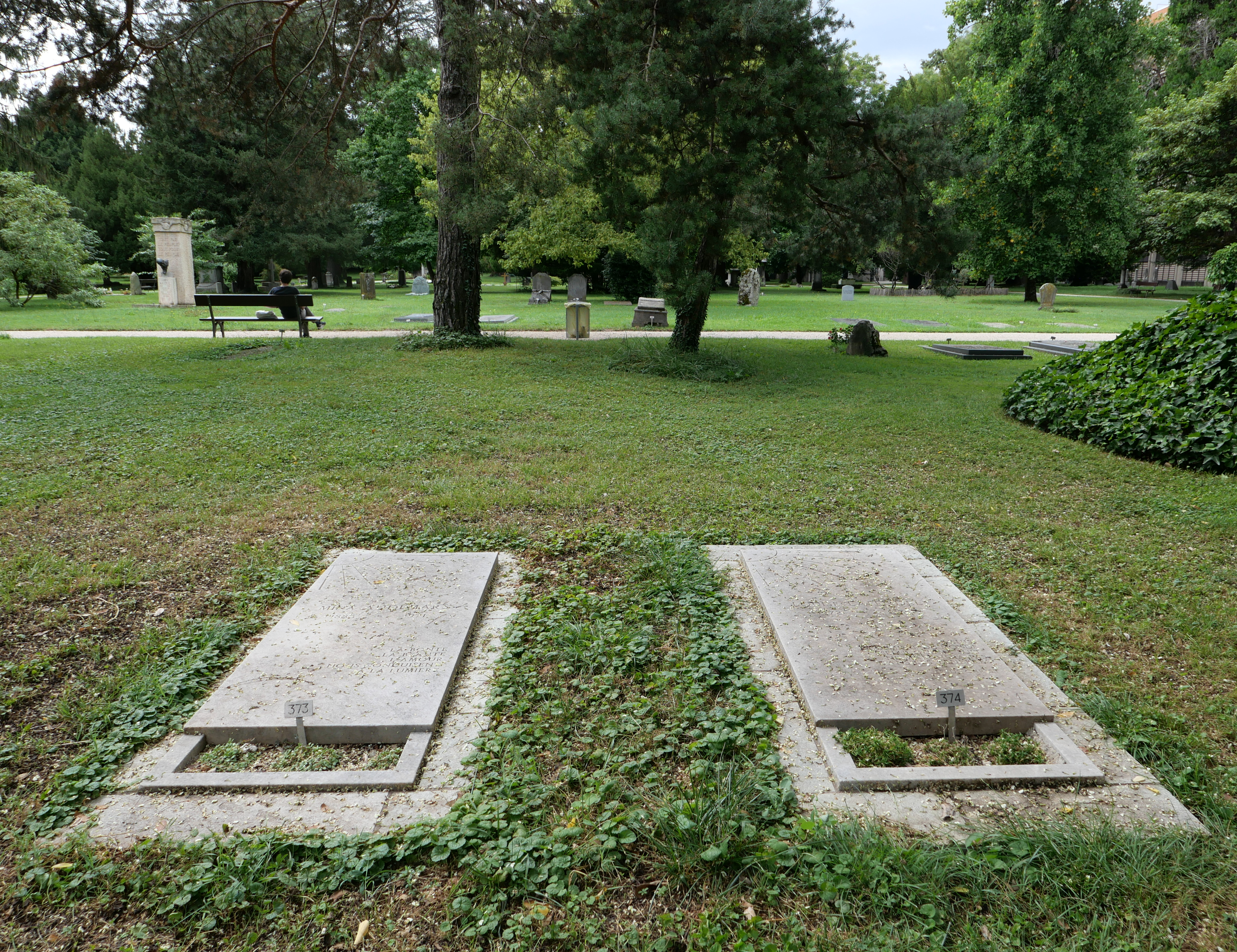
La tombe d'Audemars (à gauche) à côté de celle de son amie Louise Lafendel en 2024.

En même temps Mina Audemars est chargée de cours à l'Institut des Sciences de l'Éducation, où son principal domaine est l’éducation des petits. Son idée de l’éducation est que « L'enfant doit voir, toucher, réfléchir et reproduire d'après nature. » Ce qui est connu pour stimuler les facultés de l'enfant par la découverte.
Grâce à Mina Audemars et la Maison des Petits, l’école de Genève est une source d'influence pour l'innovation en éducation des enfants en dehors des frontières suisses.
Audemars a été enterré au Cimetière des Rois, considéré comme le Panthéon de Genève car les sépultures y sont réservées à des personnalités marquantes. Sa collègue de longue date et amie Louise Lafendel , décédée trois jours plus tard, a été enterrée à ses côtés.

## Œuvres
Mina Audemars écrit régulièrement des articles dans les revues lIntermédiaire des éducateurs et L’Éducateur ainsi que deux livres :
- La Maison des petits à l'Institut J.-J. Rousseau[12] : écrit en 1956 avec Louise Lafendel, où elles abordent les travaux de l'éducation, la psychologie de l'enfant et de l'adolescent et les méthodes pédagogiques actives (coopération scolaire, classes vertes, méthode Freinet)[13]
- Le dessin pour les petits : écrit en 1923[14]

## Jeux

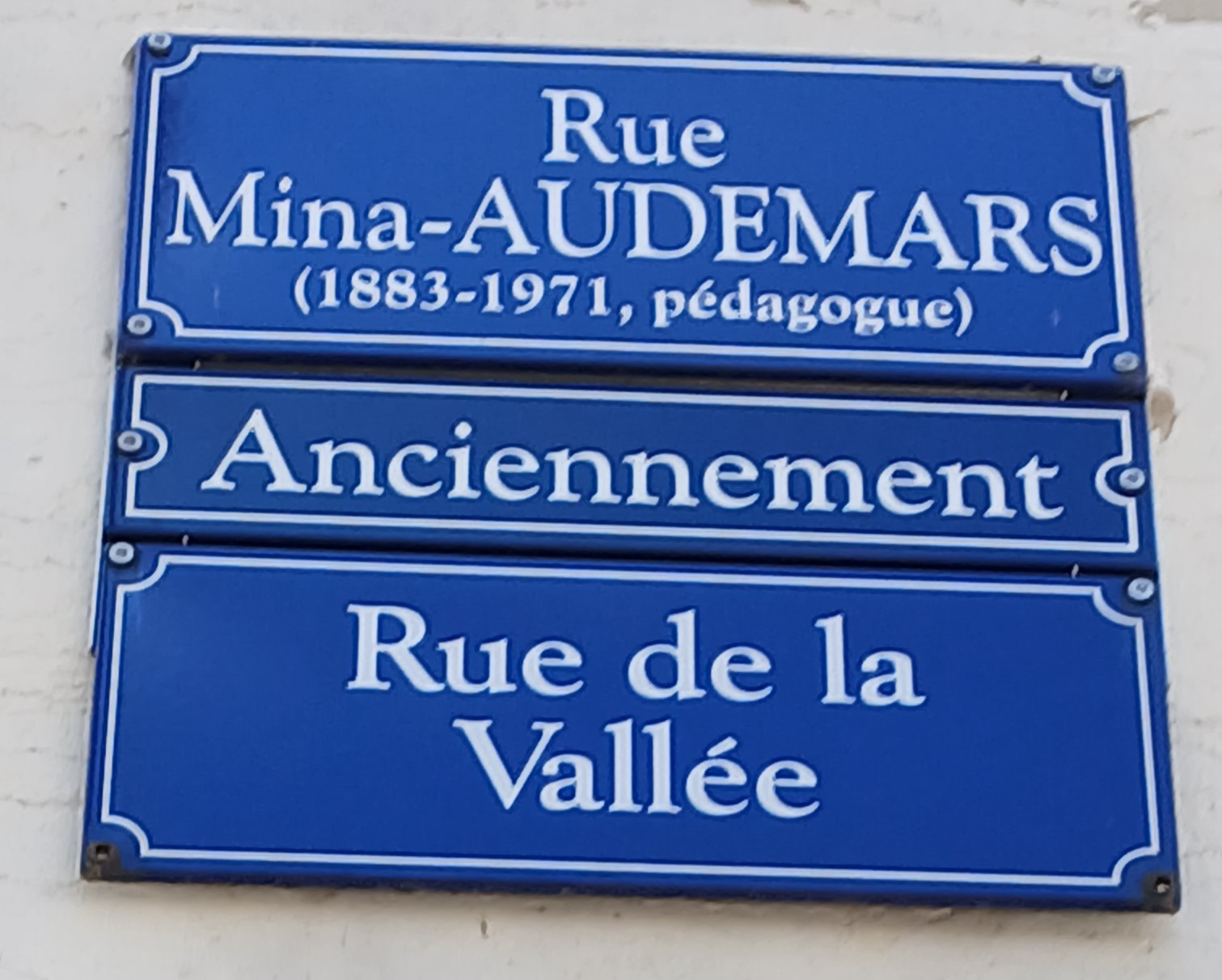
Plaque de rue à Genève

Elle est l'auteure de jeux éducatifs qui se basent sur les méthodologies de Fröbel, Claparède, Declory et Montessori pour faciliter l'acquisition de connaissances chez les enfants:
- Fabrication de jeux éducatifs et de matériel d'enseignement[15].
- Le jeu des surfaces : couleurs, formes, grandeurs[16].

## Hommage
Dans le cadre du projet 100Elles*, la commune de Genève a renommé la Rue de la Vallée en sa mémoire.